# Mijares (Spagna)
Mijares è un comune spagnolo di 916 abitanti situato nella comunità autonoma di Castiglia e León.